# Culicoides brucei
Culicoides brucei är en tvåvingeart som beskrevs av Austen 1909. Culicoides brucei ingår i släktet Culicoides och familjen svidknott. Inga underarter finns listade i Catalogue of Life.